# Svenska publikrekord i fotboll
Det här är en lista över svenska herrfotbollsklubbars publikrekord på hemmaplan i tävlingssammanhang (seriespel, kvalspel och cupspel). Notera att en del föreningar bytt namn eller slagits samman med annan förening efter rekordnoteringen. Det klubbnamn som anges i listan är det då gällande (exempelvis IK City istället för nuvarande Eskilstuna City FK). Även spelplatsens namn anges till det då gällande namnet.
Noteringar från träningsmatcher räknas inte med i listan. Således anges exempelvis inte Vasalunds IF:s publikrekord till 9 115 (träningsmatch mot Liverpool FC 1989).

## Rekord
| Nr | Klubb                 | Åskådare | Spelplats                | Motståndare         | Tävling                    | Datum             | Ref/Anm                 |
| -- | --------------------- | -------- | ------------------------ | ------------------- | -------------------------- | ----------------- | ----------------------- |
| –  | Sveriges landslag     | 52 943   | Råsunda fotbollsstadion  | Västtyskland        | VM-kval                    | 26 september 1965 | [ 1 ]                   |
| 1  | IFK Göteborg          | 52 194   | Ullevi                   | Örgryte IS          | Allsvenskan                | 3 juni 1959       | [ 2 ]                   |
| 2  | Gais                  | 50 690   | Ullevi                   | IFK Göteborg        | Division II Södra          | 20 maj 1976       | [ 3 ]                   |
| 3  | AIK                   | 50 128   | Friends Arena            | GIF Sundsvall       | Allsvenskan                | 4 november 2018   | [ 4 ]                   |
| 4  | Djurgårdens IF        | 48 894   | Råsunda fotbollsstadion  | IFK Göteborg        | Allsvenskan                | 11 oktober 1959   | [ 2 ] [ 5 ] [ 6 ] [ 7 ] |
| 5  | Örgryte IS            | 46 405   | Ullevi                   | Landskrona BoIS     | Kval till Allsvenskan      | 11 oktober 1958   | [ 2 ]                   |
| 6  | Hammarby IF           | 35 611   | Råsunda fotbollsstadion  | Djurgårdens IF      | Allsvenskan                | 16 september 2003 | [ 8 ] [ 9 ]             |
| 7  | IFK Norrköping        | 32 234   | Norrköpings Idrottspark  | Malmö FF            | Allsvenskan                | 7 juni 1956       | [ 10 ]                  |
| 8  | Malmö FF              | 29 328   | Malmö stadion            | Helsingborgs IF     | Allsvenskan                | 24 september 1967 | [ 10 ]                  |
| 9  | IFK Malmö             | 27 260   | Malmö stadion            | IFK Norrköping      | Allsvenskan                | 1960              | [ 11 ]                  |
| 10 | Östers IF             | 26 404   | Värendsvallen            | IK Brage            | Kval till Allsvenskan      | 2 oktober 1967    | [ 12 ]                  |
| 11 | Gårda BK              | 26 178   | Gamla Ullevi             | IK Brage            | Allsvenskan                | 31 oktober 1937   | [ 13 ]                  |
| 12 | Helsingborgs IF       | 26 143   | Olympia                  | Malmö FF            | Allsvenskan                | 14 maj 1954       | [ 10 ]                  |
| 13 | Råå IF                | 23 604   | Olympia                  | Malmö FF            | Allsvenskan                | 29 oktober 1950   | [ 14 ]                  |
| 14 | IF Elfsborg           | 22 654   | Ryavallen                | IFK Norrköping      | Allsvenskan                | 3 september 1961  | [ 10 ]                  |
| 15 | IFK Eskilstuna        | 22 491   | Tunavallen               | Gais                | Kval till Allsvenskan      | 1963              | [ 15 ]                  |
| 16 | Degerfors IF          | 21 065   | Stora Valla              | IFK Norrköping      | Allsvenskan                | 1 september 1963  | [ 16 ]                  |
| 17 | IS Halmia             | 20 381   | Örjans Vall              | Landskrona BoIS     | Kval till Allsvenskan      | 13 oktober 1962   | [ 16 ]                  |
| 18 | Örebro SK             | 20 046   | Eyravallen               | Degerfors IF        | Allsvenskan                | 8 oktober 1961    | [ 10 ]                  |
| 19 | Halmstads BK          | 19 314   | Örjans Vall              | Djurgårdens IF      | Allsvenskan                | 15 juni 1955      | [ 10 ]                  |
| 20 | BK Häcken             | 19 185   | Ullevi                   | IF Elfsborg         | Kval till Allsvenskan      | 18 oktober 1981   | [ 10 ]                  |
| 21 | Jönköpings Södra IF   | 18 732   | Stadsparksvallen         | Malmö FF            | Allsvenskan                | 23 april 1950     | [ 17 ]                  |
| 22 | Landskrona BoIS       | 18 535   | Landskrona IP            | Degerfors IF        | Kval till Allsvenskan      | 18 oktober 1959   | [ 18 ]                  |
| 23 | IF Saab               | 17 944   | Folkungavallen           | Åtvidabergs FF      | Allsvenskan                | 17 maj 1973       | [ 19 ]                  |
| 24 | IK Sleipner           | 17 391   | Norrköpings Idrottspark  | IK Brage            | Allsvenskan                | 18 april 1938     | [ 20 ]                  |
| 25 | Norrby IF             | 17 391   | Ryavallen                | IF Elfsborg         | Division 2 Västra Götaland | 1 september 1957  | [ 16 ]                  |
| 26 | GIF Sundsvall         | 16 507   | Sundsvalls idrottspark   | Högadals IS         | Kval till Allsvenskan      | 15 oktober 1961   | [ 21 ]                  |
| 27 | Grimsås IF            | 15 520   | Grimsborg                | IK Brage            | Kval till Allsvenskan      | 23 oktober 1965   | [ 22 ]                  |
| 28 | Kalmar FF             | 15 093   | Fredriksskans IP         | Malmö FF            | Allsvenskan                | 2 september 1949  | [ 10 ]                  |
| 29 | IF Brommapojkarna     | 15 092   | Råsunda fotbollsstadion  | Djurgårdens IF      | Allsvenskan                | 6 april 2007      | [ 23 ]                  |
| 30 | Högadals IS           | 14 564   | Vägga IP                 | Östers IF           | Allsvenskan kvalspel       | 1961              | [ 24 ]                  |
| 31 | Västerås SK           | 14 424   | Arosvallen               | Sandvikens IF       | Allsvenskan                | 6 maj 1956        | [ 10 ]                  |
| 32 | Assyriska FF          | 14 232   | Råsunda fotbollsstadion  | Hammarby IF         | Allsvenskan                | 12 april 2005     | [ 25 ]                  |
| 33 | IK Brage              | 14 206   | Domnarsvallen            | Gais                | Kval till Allsvenskan      | 17 oktober 1965   | [ 10 ] [ 26 ]           |
| 34 | IFK Luleå             | 13 645   | Skogsvallen              | IF Elfsborg         | Kval till Allsvenskan      | 16 oktober 1960   | [ 16 ]                  |
| 35 | Skövde AIK            | 13 239   | Södermalms IP            | IFK Luleå           | Kval till Allsvenskan      | 1970              | [ 27 ] [ 28 ]           |
| 36 | IK City               | 13 038   | Tunavallen               | IFK Eskilstuna      | Division II                | 1955              | [ 29 ] [ 30 ]           |
| 37 | Motala AIF            | 12 863   | Motala Idrottspark       | Örgryte IS          | Kval till Allsvenskan      | 2 juni 1957       | [ 16 ]                  |
| 38 | Westermalms IF        | 12 830   | Stockholms stadion       | IFK Göteborg        | Allsvenskan                | 24 oktober 1926   | [ 31 ]                  |
| 39 | IK Sirius             | 12 546   | Studenternas IP          | Landskrona BoIS     | Kval till Allsvenskan      | 13 oktober 1968   | [ 16 ]                  |
| 40 | Västra Frölunda IF    | 12 486   | Slottsskogsvallen        | IFK Göteborg        | Division II Södra          | 5 juni 1975       | [ 32 ] [ 33 ]           |
| 41 | Umeå FC               | 12 127   | Gammliavallen            | IFK Göteborg        | Allsvenskan                | 4 september 1996  | [ 16 ]                  |
| 42 | Reymersholms IK       | 11 543   | Zinkensdamms IP          | IFK Eskilstuna      | Kval till Allsvenskan      | 1941              | [ 34 ]                  |
| 43 | IF Sylvia             | 11 114   | Norrköpings Idrottspark  | IFK Norrköping      | Superettan                 | 3 maj 2007        | [ 10 ]                  |
| 44 | BK Derby              | 11 106   | Folkungavallen           | Motala AIF          | Division II                | 4 september 1955  | [ 35 ] [ 36 ]           |
| 45 | Åtvidabergs FF        | 11 049   | Kopparvallen             | IFK Norrköping      | Allsvenskan                | 5 maj 1968        | [ 10 ]                  |
| 46 | IFK Sundsvall         | 10 650   | Sundsvalls Idrottspark   | IFK Norrköping      | Allsvenskan                | 16 maj 1976       | [ 37 ]                  |
| 47 | IK Oddevold           | 10 605   | Rimnersvallen            | IFK Göteborg        | Allsvenskan                | 2 maj 1996        | [ 16 ]                  |
| 48 | Trollhättans IF       | 10 591   | Edsborgs IP              | IFK Göteborg        | Division 2 Södra           | 1975              | [ 38 ]                  |
| 49 | Kalmar AIK            | 10 259   | Fredriksskans IP         | Kalmar FF           | Division 2 Södra           | 1983              | [ 39 ]                  |
| 50 | Karlstads BK          | 10 014   | Tingvalla IP             | Degerfors IF        | Division 2 Norra           | 1980              | [ 40 ]                  |
| 51 | Trelleborgs FF        | 9 843    | Vångavallen              | Malmö FF            | Allsvenskan                | 3 maj 2004        | [ 41 ] [ 42 ]           |
| 52 | Enköpings SK          | 9 102    | Enavallen                | Djurgårdens IF      | Allsvenskan                | 11 maj 2003       | [ 43 ]                  |
| 53 | Sandvikens AIK        | 8 809    | Jernvallen               | Malmö FF            | Allsvenskan                | 22 augusti 1954   | [ 44 ]                  |
| 54 | Väsby United          | 8 672    | Råsunda fotbollsstadion  | AIK                 | Superettan                 | 15 augusti 2005   | [ 45 ]                  |
| 55 | Skellefteå AIK        | 8 624    | Norrvalla IP             | Hammarby IF         | Kval till Allsvenskan      | 12 oktober 1958   | [ 46 ] [ b ]            |
| 56 | IFK Hässleholm        | 8 500    | Österås IP               | Degerfors IF        | Kval till Allsvenskan      | 1993              | [ 47 ]                  |
| 57 | Mjällby AIF           | 8 438    | Strandvallen             | Kalmar FF           | Allsvenskan                | 13 april 1980     | [ 10 ]                  |
| 58 | Östersunds FK         | 8 369    | Jämtkraft Arena          | IFK Norrköping      | Final Svenska Cupen        | 13 april 2017     | [ 48 ]                  |
| 59 | IFK Holmsund          | 8 232    | Kamratvallen             | IS Halmia           | Kval till Allsvenskan      | 1962              | [ 49 ]                  |
| 60 | Gefle IF              | 7 644    | Strömvallen              | IFK Göteborg        | Allsvenskan                | 2 oktober 1983    | [ 10 ]                  |
| 61 | Kubikenborgs IF       | 7 410    | NP3 Arena                | AIK                 | Svenska Cupen              | 21 augusti 2024   | [ 50 ]                  |
| 62 | Ljungskile SK         | 7 128    | Starke Arvid Arena       | IFK Göteborg        | Allsvenskan                | 25 april 2008     | [ 51 ]                  |
| 63 | Hallstahammars SK     | 7 000+   | Trollebo IP              | Hammarby IF         | Kval till Allsvenskan      | 1938              | [ 52 ]                  |
| 64 | Syrianska FC          | 6 963    | Södertälje fotbollsarena | Assyriska FF        | Superettan                 | 27 september 2009 | [ 53 ]                  |
| 65 | Bodens BK             | 6 459    | Björknäsvallen           | AIK                 | Superettan                 | 4 september 2005  | [ 54 ]                  |
| 66 | Syrianska IF Kerburan | 6 441    | Swedbank Park            | Västerås SK         | Division 1 Norra           | 5 september 2010  | [ 55 ]                  |
| 67 | Brynäs IF             | 6 332    | Strömvallen              | IFK Norrköping      | Allsvenskan                | 21 april 1974     | [ 56 ]                  |
| 68 | Sundbybergs IK        | 5 745    | Sundbybergs IP           | AIK                 | Division 2                 | 1 augusti 1962    | [ 57 ]                  |
| 69 | Lunds BK              | 5 586    | Klostergårdens IP        | Malmö FF            | Svenska Cupen              | 29 augusti 1985   | [ 58 ]                  |
| 70 | FC Trollhättan        | 5 484    | Edsborgs IP              | Husqvarna FF        | Division 1 södra           | 1 maj 2006        | [ 59 ] [ 60 ]           |
| 71 | Bunkeflo IF           | 5 464    | Malmö IP                 | Landskrona BoIS     | Superettan                 | 21 maj 2007       | [ 61 ] [ 62 ]           |
| 72 | Falkenbergs FF        | 5 406    | Falkenbergs IP           | IF Elfsborg         | Allsvenskan                | 21 april 2014     | [ 63 ]                  |
| 73 | IFK Östersund         | 5 355    | Hofvallen                | Marma IF            | Division II Norrland       | 5 oktober 1957    | [ 64 ]                  |
| 74 | Billingsfors IK       | 5 340    | Lövåsvallen              | IFK Norrköping      | Allsvenskan                | 29 september 1946 | [ 65 ] [ 66 ]           |
| 75 | Vasalunds IF          | 5 269    | Skytteholms IP           | Hammarby IF         | Division 1 Norra           | 4 oktober 1993    | [ 67 ]                  |
| 76 | Varbergs BoIS         | 5 197    | Påskbergsvallen          | IFK Göteborg        | Division II                | 7 maj 1939        | [ 68 ] [ 69 ]           |
| 77 | IFK Värnamo           | 5 070    | Finnvedsvallen           | AIK                 | Allsvenskan                | 24 juli 2022      | [ 70 ]                  |
| 78 | Husqvarna FF          | 4 300    | Vapenvallen              | Jönköpings Södra IF | Division 1 södra           | 2008              | [ 71 ]                  |
| 79 | Landvetter IS         | 4 220    | Landvetter IP            | IFK Göteborg        | Svenska Cupen              | 23 Augusti 2017   | [ 72 ]                  |
| 80 | BK Forward            | 4 149    |                          | Örebro SK           | Division 1 norra           | 31 maj 1987       | [ 73 ]                  |
| 81 | Karlskrona AIF        | 3 839    | Västra Marks IP          | Västra Frölunda IF  | Division II södra          | 6 augusti 1981    | [ 74 ]                  |
| 82 | Ljungby IF            | 3 725    | Lagavallen               | Östers IF           | kval till Superettan       | 1999              | [ 75 ]                  |
| 83 | IFK Uddevalla         | 3 703    | Rimnersvallen            | IFK Göteborg        | Svenska Cupen              | 25 juli 1993      | [ 16 ]                  |
| 84 | Hertzöga BK           | 3 659    | Tingvalla IP             | Hammarby IF         | Division 1 norra           | 23 april 1996     | [ 76 ] [ 77 ]           |
| 85 | Växjö BK              | 3 648    |                          | Östers IF           |                            | 3 juni 1956       | [ 78 ]                  |
| 86 | Ängelholms FF         | 3 544    | Ängelholms IP            | Hammarby IF         | Superettan                 | 22 oktober 2011   | [ 79 ]                  |
| 87 | Myresjö IF            | 3 099    | Myrvalla                 | Halmstads BK        | Division 1 södra           | 1988              | [ 80 ]                  |
| 88 | Eskilsminne IF        | 3 011    | Harlyckans IP            | Djurgårdens IF      | Svenska Cupen 2:a omg.     | 11 september 2013 | [ 81 ]                  |
| 89 | Markaryds IF          | 3 006    | Skärsjövallen            | Halmstads BK        |                            | 1985              | [ 82 ]                  |
| 90 | Trollhättans FK       | 2 742    | Edsborgs IP              | Trollhättans IF     | [källa behövs]             | 1984              | [ 83 ]                  |
| 91 | Utsiktens BK          | 2 635    | Ruddalens IP             | Örgryte IS          | Division 1 södra           | 4 oktober 2014    | [ 84 ]                  |
| 92 | Qviding FIF           | 2 350    | Torpavallen              | Syrianska FC        | Superettan kvalspel        | 2005              | [ 85 ]                  |
| 93 | Ytterby IS            | 2 300    | Ytterns IP               | Gais                | Division 2 Västra Götaland | 2003              | [ 86 ]                  |
| 94 | Dalkurd FF            | 2 270    | Domnarvsvallen           | Helsingborgs IF     | Superettan                 | 18 juni 2017      | [ 87 ]                  |
| 95 | IK Frej               | 2 012    | Vikingavallen            | Akropolis IF        | Superettan kvalspel        | 8 november 2016   | [ 88 ]                  |